# Tobias Dohrn
Tobias Dohrn (* 23. Dezember 1910 in Berlin; † 29. März 1990 in Köln) war ein deutscher Klassischer Archäologe. Sein Forschungsschwerpunkt war die Etruskologie.
Tobias Dohrn wurde 1937 bei Andreas Rumpf an der Universität zu Köln mit der Dissertation Die schwarzfigurigen etruskischen Vasen aus der zweiten Hälfte des sechsten Jahrhunderts promoviert. Dohrn wurde 1939 zum Kriegsdienst im Zweiten Weltkrieg eingezogen; die Assistentenstelle an der Universität zu Köln, die ihm 1940 angeboten wurde, konnte er erst nach Kriegsende antreten. Die Assistentenstelle hatte er bis 1953 inne. Bereits im März 1944 wurde er habilitiert. Nach dem Krieg wurde Dohrn 1951 zum außerplanmäßigen Professor ernannt und erhielt 1953 eine Diätendozentur, 1960 eine feste Professur. 1976 trat er in den Ruhestand.